# ETB SW Essen Basketball
O ETB SW Essen Basketball GmbH, conhecido como ETB Wohnbau Baskets, é um clube profissional de basquetebol baseado em Essen, Alemanha que atualmente disputa a Regionalliga (basquetebol), correspondente à quarta divisão do país.. Manda seus jogos no Sporthalle Am Hallo com capacidade para 2.578 espectadores.

## Histórico de Temporadas
| Temporada | Nível | Liga         | Pos.                             | Resultado                        |
| --------- | ----- | ------------ | -------------------------------- | -------------------------------- |
| 2006-07   | 4     | Regionalliga | 6º                               |                                  |
| 2007-08   | 3     | ProB         | 1                                | Promovido campeão                |
| 2008-09   | 2     | ProA         | 13                               |                                  |
| 2009-10   | 2     | ProA         | 14                               |                                  |
| 2010-11   | 2     | ProA         | 9                                |                                  |
| 2011-12   | 2     | ProA         | 12                               | Oitavas de Final                 |
| 2012-13   | 2     | ProA         | 12                               |                                  |
| 2013-14   | 2     | ProA         | 8                                | Oitavas de Final                 |
| 2014–15   | 2     | ProA         | 7                                | Oitavas de Final                 |
| 2015–16   | 2     | ProA         | 14                               |                                  |
| 2016–17   | 2     | ProA         | 15                               | Rebaixado                        |
| 2017-18   | 3     | ProB         | 10                               |                                  |
| 2018-19   | 3     | ProB         | 12º                              | Rebaixado                        |
| 2019-20   | 4     | Regionalliga | Cancelado - Pandemia de COVID-19 | Cancelado - Pandemia de COVID-19 |

## Títulos

### 2.Bundesliga ProB
- Campeão (1): 2007-08